# Gottlob Ernst Schulze
Gottlob Ernst Schulze, ofta kallad Ænesidemus-Schulze efter titeln på hans huvudarbete, född 1761 på slottet Heldrungen i Thüringen, död 1833 i Göttingen, var en tysk filosof.
Schulze blev professor 1788 i Helmstedt och 1810 i Göttingen. Han var en av Immanuel Kants och Karl Leonhard Reinholds största motståndare och hans Ænesidemus (1792) utövade ett stort inflytande på Johann Gottlieb Fichte. Schulze påstod, att det inte var bevisat att inte även kunskapens innehåll kunde ha sin grund i subjektet eftersom då "tinget i sig" enligt Kant var otillgängligt för kunskapen, kunde vi heller inte veta om dess verkningar, och då kausaliteten endast sägs gälla om fenomenen, kan "tinget i sig" ej fattas som orsak till något.
Schulze bestred inte vissa naturvetenskapers och matematikens allmängiltighet och nödvändighet, men ville inte heller erkänna något bevis för aprioriska principer; även sinneskunskaperna tränger sig med nödvändighet på oss. Kant har inte vederlagt Humes skepticism eller George Berkeleys subjektiva idealism, utan endast grundlagt en ny dogmatism. I sina senare skrifter närmade sig Schulze Friedrich Heinrich Jacobi och Jakob Friedrich Fries.
Av Schulzes andra filosofiska skrifter märks bland annat Kritik der theoretischen Philosophie (1801).